# White Roding
White Roding lub White Roothing – wieś i civil parish w Anglii, w hrabstwie Essex, w dystrykcie Uttlesford. W 2001 miejscowość liczyła 333 mieszkańców.